# 永興県 (河北省)
永興県（えいこう-けん）は中華人民共和国河北省にかつて存在した県。現在の張家口市涿鹿県一帯に相当する。
唐朝により設置された。1209年（大安元年）、金朝により徳興県と改称されたが、1266年（至元3年）、元朝により再び永興県と改称された。明朝が成立すると洪武初年に廃止されている。